# Progas
Die Progas GmbH & Co KG (Eigenschreibweise PROGAS) ist ein deutscher Flüssiggasversorger. Hauptsitz des Unternehmens ist Dortmund. Progas ist ordentliches Mitglied im Deutschen Verband Flüssiggas (DVFG) und beschäftigt derzeit bundesweit rund 300 Mitarbeiter im Innen- und Außendienst.

## Unternehmensprofil

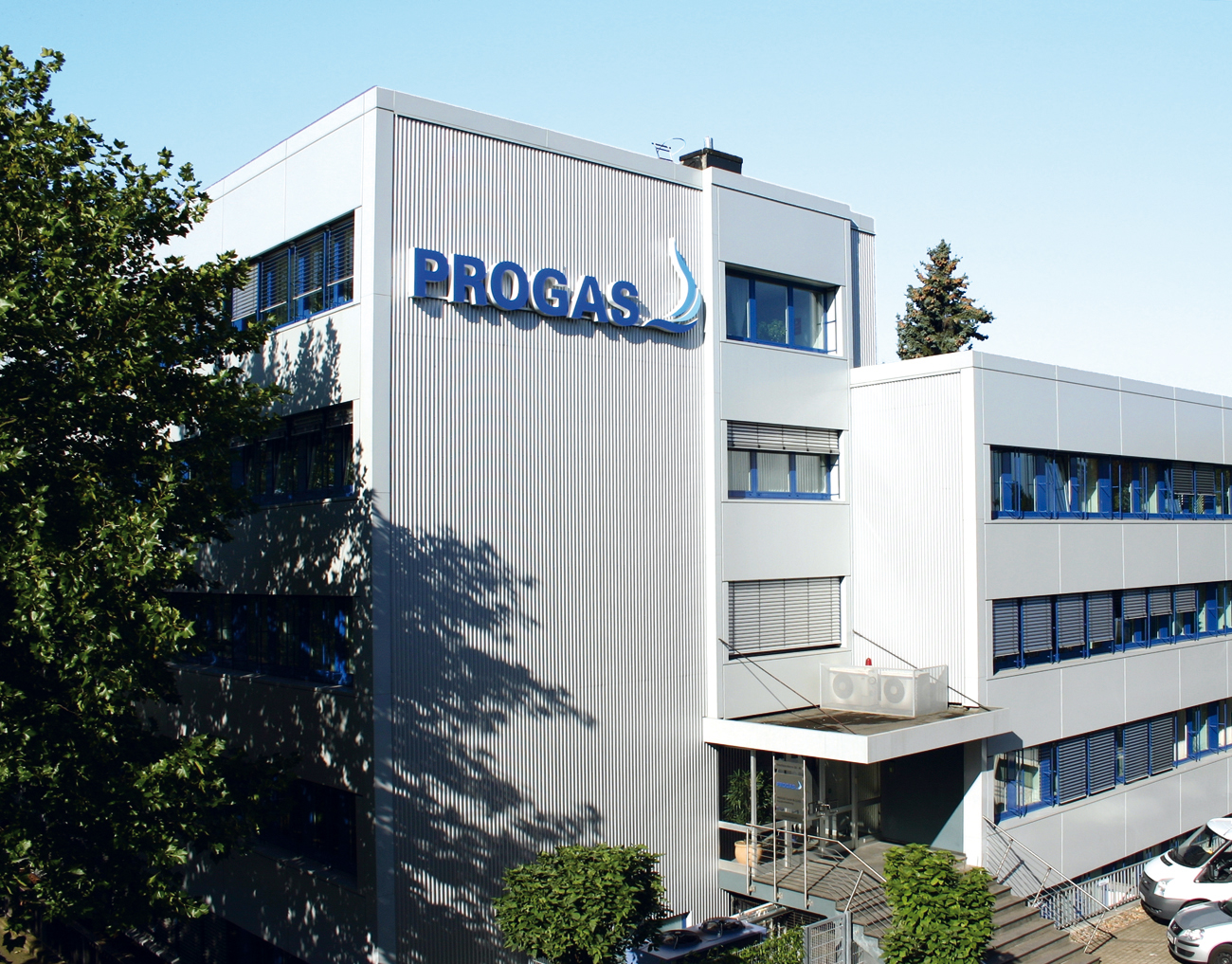
Progas-Hauptverwaltung in Dortmund

Progas ist ein Flüssiggaslieferant für private und gewerbliche Nutzer. Das Unternehmen bietet sowohl Heizgas für stationäre und teilstationäre Behälter als auch Flaschengas in unterschiedlichen Flaschengrößen an.
Der Vertrieb des Energieträgers Flüssiggas erfolgt bundesweit über 17 unternehmenseigene Flüssiggaslager sowie rund 2.500 Vertriebsstellen (zum Beispiel Baumärkte und Tankstellen). Progas koordiniert seine Geschäftstätigkeiten in drei Regionalzentren in Hamburg, Kassel und München, denen jeweils zwei bis drei Verkaufsgebiete zugeordnet sind. Insgesamt gibt es sieben Verkaufsgebiete, in denen mehr als 60 Fachberater im Außendienst tätig sind.
Progas produziert zudem in einem eigenen Werk in Hannover Aerosol-Treibmittel für Kunden der Spraydosen produzierenden Industrie in ganz Europa.

## Geschichte
Progas wird am 9. März 1949 vom gelernten Maurer Heinz Goch in Dortmund gegründet und ins dortige Handelsregister eingetragen. Kurz nach dem Zweiten Weltkrieg ist die zentrale Energieversorgung noch nicht wieder flächendeckend aufgebaut. Flaschengas ist als alternative, mobile Energiequelle in der Bevölkerung gefragt. Mit zwei Mitarbeitern füllt Goch in einer Werkshalle in Dortmund-Körne Propangas in Flaschen ab und liefert diese an Kunden aus. Ein Jahr später nimmt Progas das erste Flüssiggaslager in Kassel in Betrieb.
In den darauffolgenden Jahren weitet das Unternehmen seinen Vertrieb deutschlandweit aus. Unterstützt wird der Flüssiggasversorger dabei von rund 4.000 ausgesuchten Betrieben aus dem SHK-Handwerk, die im Namen von Progas Flüssiggas verkaufen und den Beginn des Vertriebsstellen-Modells markieren.
1964 erweitert Progas seine Produktpalette und bietet Heizgas an. Dieses wird per Tanklastwagen direkt zum Kunden transportiert und dort in stationäre Behälter gefüllt. Die Belieferung erfolgt über diverse Speditionen, unter anderem dem Unternehmen Transgas, an dem PROGAS als Gesellschafter beteiligt ist.
1983 wird Flüssiggas erstmals als Kfz-Kraftstoff verwendet. In Deutschland gibt es zu dieser Zeit etwa 600 Flüssiggas-Tankstellen. Mittlerweile (Stand: 2015) existieren bundesweit rund 7.000 Autogas-Tankstellen, etwa 500 davon werden von Progas beliefert.
Im Jahr 2000 übernimmt Progas den Flüssiggasvertrieb für Privatkunden von der Deutschen Shell.
Mit dem Produkt Progas biosfair bietet das Unternehmen als erster deutscher Flüssiggasversorger ab 2011 klimaneutrales Flüssiggas an. 2016 weitet Progas die Klimaneutralität auf das gesamte Flaschengas-Sortiment aus. Seit April 2018 ist das gesamte Flüssiggas-Sortiment von Progas CO2-neutral.
Im November 2023 wurde Progas von DCC plc. übernommen.

## Produkte und Dienstleistungen
Das Angebot von Progas umfasst folgende Produkte und Dienstleistungen:
- Heizgas (Propan/Butan) für Privatkunden, Industrie und Gewerbe,
- Autogas (LPG) für Privatkunden, Industrie und Gewerbe,
- Flaschengas für Privatkunden, Industrie und Gewerbe,
- Staplergas für Industrie und Gewerbe,
- Heiztechnologie (Blockheizkraftwerke, Gaswärmepumpen, Solarthermieanlagen in Kooperation mit verschiedenen Herstellern),
- Aerosol-Treibmittel für Kunden der Spraydosen produzierenden Industrie,
- Technische Prüfung von Flüssiggasanlagen (unter anderem in Kooperation mit regionalen Fachbetrieben).

Das Unternehmen ist Gesellschafter der Transgas Flüssiggas Transport und Logistik GmbH & Co. KG.

## Klimaschutz
Als erster deutscher Flüssiggasversorger bietet Progas mit dem Produkt Progas biosfair ab 2011 klimaneutrales Flüssiggas an. Im Zuge dessen beteiligt der Flüssiggasversorger sich an einem Wiederaufforstungsprojekt in Panama. Das Produkt Progas biosfair erhält 2015 den Gold-Standard, eine renommierte Zertifizierung für Klimaschutzprojekte. Im gleichen Jahr weitet Progas die Klimaneutralität auf das gesamte Unternehmen aus und kompensiert die durch die Geschäftstätigkeit des Unternehmens entstehenden Mengen an Kohlendioxid. 2016 erfolgt zudem die Umstellung auf klimaneutrales Flaschengas. Seit April 2018 ist das gesamte Flüssiggas-Sortiment von Progas CO2-neutral.